# سيريس (البرازيل)
سيريس هي بلدية في البرازيل، تتبع غوياس، بلغ عدد سكانها 20,722  نسمة في 2010، تبلغ مساحتها 213.497 كيلومتر مربع.

## الموقع
تشترك في الحدود مع:
- ريالما.

## أعلام
- أديب الشيشكلي
- دانيلو دياز